# موتور صفر
موتور صفر (بالفارسية: موتور صفر) هي قرية تقع في البلدة المركزية في إيران. يقدر عدد سكانها بـ 45 نسمة .